# گانکوالا
گانکوالا (به لاتین: Gankewala) یک منطقهٔ مسکونی در سری‌لانکا است که در استان مرکزی (سری‌لانکا) واقع شده‌است.